# خاچاطور یسایان
خاچاطور هاکوبی یسایان (ارمنی: Խաչատուր Հակոբի Եսայան؛ زاده ۲۹ اوت ۱۹۰۹ - درگذشته ۲۴ آوریل ۱۹۷۷) نقاش در زمینه منظره‌نگاری اهل ارمنستان بود.

## زندگی‌نامه
وی در ۱۱ سپتامبر [سبک قدیمی: ۲۹ اوت] ۱۹۰۹ در قارص به دنیا آمد و از کالج دولتی هنرهای زیبای پانوس ترلمزیان (۱۹۳۱) و انستیتو انرژی مسکو (۱۹۳۸) فارغ‌التحصیل گشت. روزانا وارطانیان همسر وی بود.  وی همچنین برنده جوایزی همچون نقاش مردمی ارمنستان شوروی نشان برجسته افتخار شد. وی در ۲۴ آوریل ۱۹۷۷ در سن ۶۷ سالگی در ایروان درگذشت.

## یادداشت
1. ↑  «Գեղարդ» գեղարվեստաարդյունաբերական տեխնիկում